# Molophilus cassisi
Molophilus cassisi är en tvåvingeart som beskrevs av Günther Theischinger 1988. Molophilus cassisi ingår i släktet Molophilus och familjen småharkrankar. Inga underarter finns listade i Catalogue of Life.